# Kathryn Hoffmann
Kathryn Hoffmann (* 1975) ist österreichische Ärztin für Allgemein- und Familienmedizin und Professorin für Primary Care Medicine an der Medizinischen Universität Wien (MedUni Wien). Ihre Forschungsschwerpunkte sind medizinische Versorgungsforschung im Primärversorgungssektor, Telemedizin in der Primärversorgung sowie infektiöse Erkrankungen und ihre Langzeitfolgen.
Hoffmann setzt sich öffentlich für eine bessere Versorgung von Menschen mit postakuten Infektionssyndromen wie Long COVID und ME/CFS ein und fordert Prävention durch Infektionsschutz.

## Beruflicher Werdegang
Hoffmann studierte Humanmedizin an Universitäten in Graz und Wien. Sie wurde im Jahr 2002 promoviert und ist seit 2007 Ärztin für Allgemein- und Familienmedizin mit einem Diplom der Österreichischen Akademie der Ärzte in psychosozialer und psychosomatischer Medizin. Seit 2010 ist sie an der MedUni Wien beschäftigt. Ihren Master in Public Health an der Medizinischen Universität Graz erwarb sie ebenfalls im Jahr 2010. 2017 wurde Hoffmann im Fach Allgemein- und Familienmedizin habilitiert und erlangte die Venia Docendi.
Hoffmann leitete von 2016 bis 2018 interimistisch als assoziierte Professorin die Abteilung für Allgemein- und Familienmedizin an der MedUni Wien. Von 2020 bis 2022 stand sie der Unit Versorgungsforschung und Telemedizin in der Primärversorgung an der Abteilung für Sozial- und Präventivmedizin am Zentrum für Public Health vor. 2023 übernahm Hoffmann die Professur für Primary Care Medicine (englisch ‚Primärversorgungsmedizin’) und die Leitung der Abteilung für Primary Care Medicine am Zentrum für Public Health.

## Forschungs- und Tätigkeitsschwerpunkte
Neben dem Schwerpunkt Primärversorgung und Versorgungsforschung publiziert Hoffmann zu postakuten Infektionssyndromen inklusive ME/CFS. Sie veröffentlichte gemeinsam mit anderen Wissenschaftlerinnen und Wissenschaftlern, Ärztinnen und Ärzten sowie Betroffenen ein „Interdisziplinäres, kollaboratives D-A-CH Konsensus-Statement zur Diagnostik und Behandlung von Myalgischer Enzephalomyelitis/Chronischem Fatigue-Syndrom“. Außerdem entwickelte Hoffmann in Zusammenarbeit mit anderen Wissenschaftlerinnen und Wissenschaftlern sowie Ärztinnen und Ärzten einen Ansatz zur genaueren Verwendung des Begriffs Long COVID.
Seit 2020 ist Hoffmann auch als Ärztin für Allgemeinmedizin tätig. Sie ist spezialisiert auf die Versorgung von Menschen mit Long COVID bzw. dem Post-COVID-Syndrom.
2024 wurde die MedUni Wien vom Gesundheitsministerium mit der Einrichtung eines Referenzzentrums für postvirale Syndrome und ME/CFS beauftragt, dessen Leitung sie zusammen mit Eva Untersmayr-Elsenhuber innehat.

## Öffentliche Aktivitäten
Hoffmann klärt in Medienbeiträgen regelmäßig über Long COVID und ME/CFS auf. Zudem warnte sie im September 2023 gemeinsam mit anderen Ärztinnen und Ärzten in einem offenen Brief an die Österreichische Ärztekammer vor der Abschaffung von COVID-19-Infektionsschutzmaßnahmen im medizinischen Bereich. Auch in Medienbeiträgen kritisierte Hoffmann fehlenden Infektionsschutz und verwies auf ein erhöhtes Long-COVID-Risiko durch wiederholte Infektionen. Sie betonte die Notwendigkeit „sauberer Luft“ in Innenräumen öffentlicher Einrichtungen unter anderem durch die Einführung von HEPA-Filtersystemen und plädierte bis dahin für das Tragen qualitativ hochwertiger Atemschutzmasken.